# Free Fall - Caduta libera
Free Fall - Caduta libera (Free Fall) è un film del 2014 diretto da Malek Akkad.
Thriller direct-to-video con protagonisti Sarah Butler, D. B. Sweeney e Malcolm McDowell.

## Trama
Un alto dirigente della Gault Capital, società finanziaria di Los Angeles, viene trovato morto dopo essere caduto dal piano più alto del grattacielo che ospita la sede dell'azienda. L'impiegata Jane Porter, ex assistente di fiducia del dirigente, scopre che in realtà è stato ucciso dal sociopatico sicario Frank, che dal proprietario della società Thaddeus Gault ha ricevuto l'incarico di uccidere chiunque venga a sapere dei reati economici dell'anziano imprenditore. 
Nel tentativo di sfuggire all'autore dell'omicidio, Jane resta bloccata nell'ascensore del grattacielo, subendo ripetuti tentativi di aggressione da parte di Frank, ma grazie all'arrivo inaspettato di un tecnico riesce a salvarsi, si scontra fisicamente col sicario e lo getta sul fondo dell'edificio, per poi schiacciarlo a morte con l'ascensore stesso, con l'aiuto del fidanzato dell'impiegata. 
Alcuni mesi dopo la società chiude per fallimento e Gault, incastrato dalla sua ex dipendente, viene condannato per frode fiscale, appropriazione indebita e concorso esterno in omicidio.